# Conceição (Covilhã)
Conceição foi uma freguesia portuguesa do município da Covilhã, com 4,87 km² de área e 7 175 habitantes (2011). Densidade: 1 473,3 hab/km².
A ela tinha sido agregada a antiga paróquia de São Bartolomeu.
Foi extinta em 2013, no âmbito de uma reforma administrativa nacional, tendo sido agregada às freguesias de Santa Maria, São Martinho, São Pedro e Canhoso, para formar uma nova freguesia denominada União das Freguesias de Covilhã e Canhoso da qual é a sede.

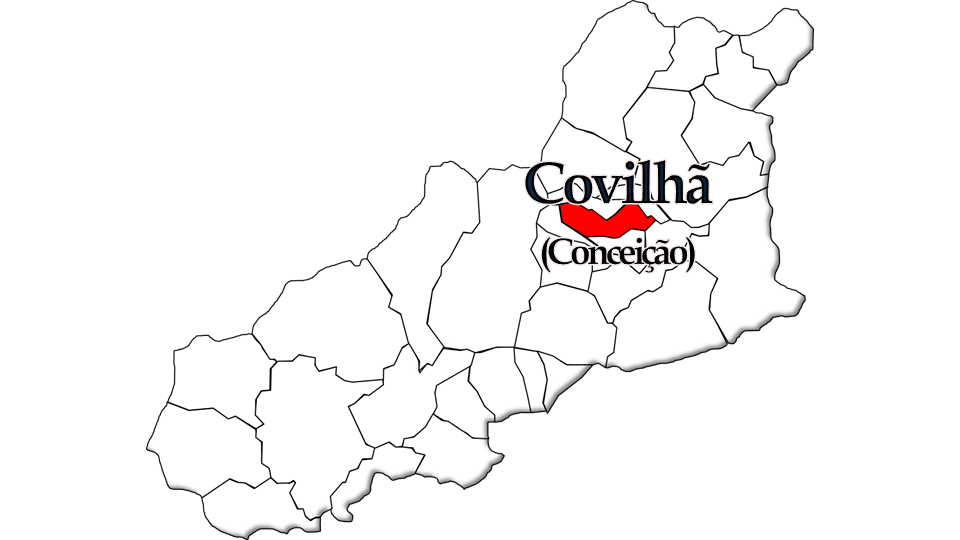
Localização no Concelho de Covilhã

## População
| População da freguesia de Covilhã (Conceição) | População da freguesia de Covilhã (Conceição) | População da freguesia de Covilhã (Conceição) | População da freguesia de Covilhã (Conceição) | População da freguesia de Covilhã (Conceição) | População da freguesia de Covilhã (Conceição) | População da freguesia de Covilhã (Conceição) | População da freguesia de Covilhã (Conceição) | População da freguesia de Covilhã (Conceição) | População da freguesia de Covilhã (Conceição) | População da freguesia de Covilhã (Conceição) | População da freguesia de Covilhã (Conceição) | População da freguesia de Covilhã (Conceição) | População da freguesia de Covilhã (Conceição) | População da freguesia de Covilhã (Conceição) |
| --------------------------------------------- | --------------------------------------------- | --------------------------------------------- | --------------------------------------------- | --------------------------------------------- | --------------------------------------------- | --------------------------------------------- | --------------------------------------------- | --------------------------------------------- | --------------------------------------------- | --------------------------------------------- | --------------------------------------------- | --------------------------------------------- | --------------------------------------------- | --------------------------------------------- |
| 1864                                          | 1878                                          | 1890                                          | 1900                                          | 1911                                          | 1920                                          | 1930                                          | 1940                                          | 1950                                          | 1960                                          | 1970                                          | 1981                                          | 1991                                          | 2001                                          | 2011                                          |
| 2 076                                         | 2 776                                         | 4 920                                         | 3 884                                         | 4 083                                         | 3 725                                         | 4 225                                         | 5 662                                         | 7 573                                         | 10 150                                        | 11 308                                        | 10 565                                        | 7 465                                         | 7 563                                         | 7 175                                         |

Com lugares desta freguesia foi criada, pela Lei nº 24/97, de 12 de Julho, a freguesia de Canhoso (Fonte: INE)

## Património
- Quinta do Prado
- Conjunto de fornalhas e poços cilíndricos da antiga tinturaria da Real Fábrica de Panos da Covilhã
- Palacete Jardim
- Principado Riscado